# Fiskeri- og kystdepartementet
Fiskeri- og kystdepartementet var et norsk ministerium, der blev oprettet i 1946 og nedlagt den 1. januar 2014.
Oprindeligt hed ministeriet Fiskeridepartementet, men den 1. januar 2004 skiftede det navn til Fiskeri- og kystdepartementet.
I januar 2014 blev fiskeriministeret slået sammen med erhvervsministeriet. I det nye Nærings- og fiskeridepartement' er både en erhvervsminister og en fiskeriminister.

## Fiskeriministre
(Listen er ikke fuldstændig.)
- 1973 – 1981: Eivind Bolle
- 1985 – 1986: Eivind Reiten
- 1989 – 1990: Svein Munkejord
- 1992 – 1996: Jan Henry Olsen
- 1996 – 1997: Karl Eirik Schjøtt-Pedersen
- januar – marts 2000: Lars Peder Brekk
- 2000 – 2001: Otto Gregussen
- 2005 – 2009: fiskeri- og kystminister Helga Pedersen